# Jiboa
Jiboa (hiszp. Río Jiboa) – rzeka w Salwadorze. Ma źródło w Jeziorze Ilopango, uchodzi do Oceanu Spokojnego.

## Geografia
Jiboa ma długość 60 km. Płynie z północnego wschodu na południowy zachód, a jej źródło znajduje się w gminie San Rafael Cedros, w departamencie Cuscatlán.
Rzeka płynie ponadto w departamencie Cuscatlán przez gminy San Cristóbal, Santa Cruz Analquito, El Carmen oraz San Ramón. W departamencie San Vicente Río Jiboa przepływa jedynie przez gminę Santo Domingo, a w departamencie La Paz przez gminy Paraíso de Osorio, Jerusalén, San Miguel Tepezontes, Santa María Ostuma, San Pedro Nonualco, Santiago Nonualco, El Rosario i San Pedro Masahuat.